# Cixius brachydenta
Cixius brachydenta är en insektsart som beskrevs av Logvinenko 1969. Cixius brachydenta ingår i släktet Cixius och familjen kilstritar. Inga underarter finns listade i Catalogue of Life.